# Tanohata
Tanohata (田野畑村?) è un villaggio giapponese della prefettura di Iwate.